# Afroisometrus minshullae
Afroisometrus minshullae es una especie de escorpión de la familia Buthidae. Es la única especie del género monotípico Afroisometrus.

## Distribución
Es originaria de Zimbabue.